# XDA Developers
XDA-developers é uma comunidade de desenvolvedores de software para dispositivos móveis a mais de 6,6 milhões de usuários de todo mundo. Criada em dezembro de 2002. O principal objectivo do lugar é proporcionar um lugar para a discussão, suporte e desenvolvimento das plataformas Android, Windows Mobile, WebOS, Bada e Windows Phone. O lugar também provê aos utentes de Windows Mobile e Android informação geral sobre dispositivos, actualizações de ROMs, suporte técnico e resenhas sobre aplicativos, telefones móveis e tabletas.